# Sanctuaire gallo-romain du Pont des Arches
Le sanctuaire gallo-romain du Pont des Arches est constitué d’importants vestiges gallo-romains situés sur la commune de Villards-d’Héria dans le Jura. 

## Histoire
Ce lieu était un sanctuaire du peuple gaulois des Séquanes, dont le territoire correspondait à peu près à l'actuelle Franche-Comté. Construit autour d'une résurgence du ruisseau Héria, ce site était vraisemblablement lié aux temples gallo-romains identifiés au bord du lac d'Antre à 1km en amont au sud-est, où se situent les pertes de l'Héria. 
De nombreux vestiges gallo-romains ont été trouvés le long de la vallée de l’Héria,,, entre les actuels villages de Villards-d’Héria et de Jeurre, au confluent de la rivière et de la Bienne. Ces divers éléments ont été protégés au titre des monuments historiques : classement en 1965 pour le site archéologique, inscriptions en 1948 (aqueduc) et 1992 (vestiges).
Mentionné dès le XVIe siècle, le site a été étudié par Pierre-Joseph Dunod à la fin du XVIIe siècle mais n'a été scientifiquement fouillé qu'à partir de 1960 et jusqu'à 1982 sous la direction de Lucien Lerat. Les fouilles ont repris en 2019, les campagnes se succèdent depuis chaque année et doivent durer jusqu'en 2025.
Les vestiges monumentaux mis au jour datent du Ier siècle au IIIe siècle et comprennent, outre le pont des arches sur l'Héria, un ensemble cultuel regroupant un temple et une source sacrée (ou fontaine, le "puits romain"), relié par des galeries et plateformes à un espace balnéaire comprenant notamment deux piscines rituelles et des troncs à offrandes. Le nom antique du site reste inconnu et la présence d'une agglomération gallo-romaine à proximité n'est pas attestée à ce jour,.
La protection des vestiges a permis l'ouverture du site au public de 1995 à 2013, date à laquelle il a dû être fermé plusieurs années en raison des dommages causés par les intempéries aux structures de protection. Depuis 2020 le site est à nouveau visitable quelques jours par an en été, alors qu'un projet plus global d'aménagement et de réouverture au public est toujours à l'étude. Une visite virtuelle du site est aussi accessible en ligne gratuitement.

## La préservation du site: doctrine et technique
Ce site nous montre les limites des restaurations qui pourraient aboutir à une discutable reconstruction permanente. L’idée de mettre un toit sur les vestiges vise à les protéger sans pollution visuelle dans la mesure où la création architecturale respecte l’environnement. Les concepteurs ont proposé une mise en valeur des vestiges archéologiques des sanctuaires gallo-romains tout en exploitant les éléments naturels. Un parcours mixte à l’intérieur des vestiges doit permettre à la fois une déambulation dans les endroits accessibles et une circulation sur passerelle suspendue pour toutes les aires à protéger ou pour les passages menaçant la sécurité du public. Architectes, créateurs, restaurateurs, archéologues ont donc conjugué leurs efforts pour la conception de ce projet de mise en valeur.
Les exemples confirment qu’il serait vain et dommageable de créer une frontière artificielle entre ceux qui sont chargés d’une mission de réflexion sur le devenir d’un site ou monument et ceux qui réaliseront les travaux de restauration du monument. Seule une approche pluridisciplinaire intégrant la connaissance archéologique, la préservation du site, l’invention de solutions appropriées (à condition qu’elles ne soient pas prétexte à de pseudo-créations architecturales) peut permettre la définition et la réalisation d'un programme de travaux répondant à l’attente du public. Cette opération a d’autre part mis en exergue les possibilités de groupements de conception-réalisation prévus par la loi du 12 juillet 1985 modifiée.
Les principes d’aménagement énoncés dès l’étude préalable ont prévu ici de placer les poteaux hors des vestiges archéologiques. Ainsi se justifiait le recours à des couvertures de grande portée : la  double nappe à inertie variable organisée en toiture à deux pans pour évacuer la neige. Les membres de la Commission supérieure des monuments historiques ont demandé une modification du projet initial. On a dû réduire les débords des rives qui devaient permettre de maintenir à l’air libre et hors d’eau les vestiges, en évitant la pénétration de la pluie. Ainsi, le simple parapluie du projet initial doit être remplacé par une couverture classique.
Cette modification nécessite la conception d’écrans verticaux, de parois transparentes placées à l’extérieur des vestiges. En effet d’énormes drains, notamment le long du portique à abside du balneum (bains rituels), sont présents à l’extérieur des murs et empêchent l’installation de fondations ou même de simples micropieux à leur périphérie. La trame porteuse ne doit faire référence à aucune symétrie et n’entretenir aucun lien avec les vestiges antiques. Une première structure d’une portée de 24 m met hors d’eau les vestiges principaux : balneum et nymphée (sanctuaire-fontaine). Le projet prévoit la réalisation de deux nappes de couverture, l’une de 75 × 24 m couvrant le balneum, l’autre de 51 × 24 m couvrant le sanctuaire-fontaine, portées par huit et six poteaux placés à l’intérieur des vestiges. La hauteur moyenne « en rives » est de 4 m. 
Les couvertures à deux versants sont constituées d’un système métallo-textile associant une structure tridimensionnelle à un textile téflonisé. Les autres structures sont aussi recouvertes de toiles tendues sur des systèmes raidisseurs légers. L’utilisation du téflon en couverture tendue sur la structure en métal et la douceur de sa teinte, laissant passer la lumière, doivent créer des conditions favorables pour les visiteurs. Des écrans végétaux réduiront les effets du vent et les couloirs de congères.
La mise en place d’un couvrement, dans ce cas précis, répond à des exigences scientifiques et ne relève pas d’un « purisme archéologique ». Il s’agit bien, par cette réalisation, d’assurer la protection des fouilles et non pas, comme on a pu le voir ailleurs, être le prétexte à invention architecturale.